# شبکه تلویزیونی ای‌ان‌اس
ای ان اس کوتاه شده سرویس خبری اذربایجان(به انگلیسی: Azerbaijan News Service)(به طور مخفف:ANS)اولین شبکه تلویزیونی خصوصی جمهوری آذربایجان متعلق به گروه شرکت های ANS می باشد.
این گروه در زمینه های چاپ و بازرگانی نیز فعالیت دارد.
زیرمجموعه های گروه شرکت های ANS عبارتند از:
- تلویزیونANS
- خانه نشریاتANS PRESS
- بازرگانیANS
- ANS ÇM

ریاست گروه شرکت های ANS برعهده وحید مصطفی یئو می باشد.
در زمان استقلال جمهوری آذربایجان این شبکه اطلاعات حوادث اجتماعی و سیاسی را به عنوان اولین شرکت مستقل تلویزیونی در اختیارمردم قرار می داد و در اوایل سال 90 توانست نفوذ قابل توجهی را در بین مردم ایجاد نماید.
روزنامه نگارانی که خاطرات جوانمردی های جوانان وطن پرست در جنگ قره باغ و کشتار خوجالی را در یاد مردم زنده نگه داشته‌اند در این شرکت کار می کنند.